# Ріменштальден
Ріменштальден (нім. Riemenstalden) — громада в Швейцарії в кантоні Швіц, округ Швіц.
Найменша громада кантону Швіц і одна з найменших у Швейцарії.

## Географія
Громада розташована на відстані близько 95 км на схід від Берна, 9 км на південь від Швіца.
Ріменштальден має площу 11,2 км², з яких на 0,6 % дозволяється будівництво (житлове та будівництво доріг), 50,9 % використовуються в сільськогосподарських цілях, 26,9 % зайнято лісами, 21,5 % не є продуктивними (річки, льодовики або гори).

## Демографія
2019 року в громаді мешкало 86 осіб (-1,1 % порівняно з 2010 роком), іноземців було 3,5 %. Густота населення становила 8 осіб/км².
За віковим діапазоном населення розподілялося таким чином: 37,2 % — особи молодші 20 років, 39,5 % — особи у віці 20—64 років, 23,3 % — особи у віці 65 років та старші. Було 31 помешкань (у середньому 2,8 особи в помешканні).
Із загальної кількості 42 працюючих 19 було зайнятих в первинному секторі, 6 — в обробній промисловості, 17 — в галузі послуг.